# Villardiegua de la Ribera
Villardiegua de la Ribera ist ein nordwestspanischer Ort und eine Gemeinde (municipio) mit nur noch 116 Einwohnern (Stand: 2024) in der Provinz Zamora in der Autonomen Gemeinschaft Kastilien-León.

## Lage
Villardiegua de la Ribera liegt im Südwesten der Provinz Zamora in einer Höhe von ca. 730 m in der felsigen Landschaft des Naturparks Arribes del Duero nahe der vom Fluss Duero gebildeten Grenze zu Portugal. Das sehenswerte Dorf Tudera befindet sich etwa 15 km südlich; bis zur portugiesischen Grenzstadt Miranda do Douro sind es etwa 19 km in südwestlicher Richtung. Die Provinzhauptstadt Zamora ist etwa 52 km (Fahrtstrecke) in nordöstlicher Richtung entfernt.

## Bevölkerungsentwicklung
| Jahr      | 1857 | 1900 | 1950 | 2000 | 2020 |
| Einwohner | 574  | 623  | 569  | 177  | 114  |

Infolge der Mechanisierung der Landwirtschaft, der Aufgabe von bäuerlichen Kleinbetrieben („Höfesterben“) und der daraus resultierenden Arbeitslosigkeit auf dem Lande ist die Bevölkerung seit den 1950er Jahren kontinuierlich auf den derzeitigen Tiefststand zurückgegangen.

## Wirtschaft
Die Landwirtschaft, vor allem die Anpflanzung von Weinreben, Oliven- und Obstbäumen, spielt traditionell die größte Rolle im Wirtschaftsleben der Gemeinde. Daneben fungierte der Ort bereits im Mittelalter als Handels-, Handwerks- und Dienstleistungszentrum für die Weiler und Einzelgehöfte in der Region. Einnahmen aus dem Tourismus in Form der Vermietung von als Ferienwohnungen (casas rurales) genutzten leerstehenden Häusern sind in den letzten Jahrzehnten hinzugekommen.

## Geschichte
Bereits in vorrömischer Zeit siedelten hier Stammesgruppen vom keltischen Volk der Vettonen, die von den Römern im Jahre 193 v. Chr. unterworfen wurden. Aus westgotischer und islamischer Zeit sind kaum Funde bekannt. Die Rückeroberung (reconquista) der nur dünn besiedelten und abgelegenen Gebiete im 11. und 12. Jahrhundert verlief weitgehend ohne Blutvergießen; danach begann die Wieder- – oder besser – Neubesiedlung (repoblación). Das zum Kronbesitz gehörige Land wurde im 14. Jahrhundert an einzelne Grundherrn (señores) verteilt, die fortan die Grenzsicherung gegenüber Portugal wahrnahmen.

## Sehenswürdigkeiten
- Die einschiffige Pfarrkirche aus dem 16. Jahrhundert verfügt über einen Glockengiebel (espadaña) im Stil der Renaissance über der eingangslosen und ansonsten völlig schmucklosen Westfassade; daneben gibt es eine Vorhalle (portico) auf der Südseite.
- Im Ort steht eine der vorrömischen Verraco-Figuren, die gemeinhin dem keltischen Volksstamm der Vettonen zugeordnet werden. Im vorliegenden Fall handelt es sich mit hoher Wahrscheinlichkeit um einen Stier. Die Figur stand ursprünglich im 4 km südwestlich des heutigen Ortes gelegenen ehemaligen Weiler San Mamede.
- Ebenfalls aus dem Weiler San Mamede stammen ca. 20 römische Grabstelen, die teilweise in den Wänden der Häuser von Villardiegua vermauert wurden.
- Ein aus vier grob behauenen Granitsteinen errichteter Klauenstand (potro de herrar) steht am Ortsrand.

San Mamede
- Eine Burg (castillo), von der nur noch Ruinen erhalten sind, erhob sich einst im Weiler San Mamede. Später wurde hier auch eine Einsiedlerkirche (ermita) errichtet, die ebenfalls nur noch als Ruine erhalten ist.